# Jyväskylä
Jyväskylä (de jyvä, grain, et kylä, village, en finnois, prononcé [ˈjyʋæsˌkylæ]) est une ville du sud de la Finlande, capitale de la région de Finlande-Centrale, située à 235 km au nord d'Helsinki.
Elle compte 149 194 habitants au 31 décembre 2024. C'est la cinquième agglomération finlandaise.

## Géographie
La ville est située en plein cœur de la région des lacs. Le centre de la ville est entouré par les lacs Jyväsjärvi, Tuomiojärvi (fi) et Palokkajärvi. Le sud de la ville est baigné par le grand lac Päijänne. Le territoire de la ville, d'une superficie comparable à celle du canton de Lucerne en Suisse, comporte de nombreuses zones forestières peu densément peuplées, ainsi que de près de 300 km2 d'étendues lacustres avec 2 690 îles.

## Histoire
Point de rencontre historique entre les tribus Samies et celles du Häme, la première mention du lieu date de 1506. C'est le plus important village de la paroisse de Laukaa lorsque le tsar Nicolas Ier de Russie fonde la ville le 22 mars 1837. Elle ne compte pourtant que 189 habitants. Elle a connu ensuite un développement régulier, devenant le centre administratif puis industriel de la Finlande centrale. Le seuil des 3 000 habitants est franchi en 1900, et les 10 000 en 1938. Elle accueille de nombreux réfugiés de Carélie à la fin de la guerre de Continuation, et Alvar Aalto dote son centre de plusieurs bâtiments publics importants.

## Démographie
Jyväskylä est la ville finlandaise ayant eu la plus importante croissance démographique au XXe siècle.
La population continue sa croissance rapide au XXIe siècle,,.
Le nombre d'habitants a évolué comme suit :
| Année      | 1838 | 1850  | 1860   | 1900    | 1939   | 1952   | 1960   | 1970   |
| ---------- | ---- | ----- | ------ | ------- | ------ | ------ | ------ | ------ |
| Population | 189  | > 500 | > 1000 | > 3 000 | 10 091 | 31 504 | 42 768 | 59 954 |

| Année      | 1990   | 1997   | 2010    | 2015    | 2020    |
| ---------- | ------ | ------ | ------- | ------- | ------- |
| Population | 66 431 | 75 353 | 130 816 | 135 958 | 142 282 |

## Administration
Aujourd'hui, Jyväskylä subit la crise des industries traditionnelles, mais sa population a continué à croître, tirée notamment par sa vocation de ville universitaire, et une diversification dans le domaine des technologies de haut niveau (nanotechnologies, notamment). La fusion de Jyväskylä avec la commune de Jyväskylän maalaiskunta et la commune de Korpilahti le 1er janvier 2009 a propulsé la ville dans le club des villes de plus de 100 000 habitants et au septième rang des villes finlandaises. Si l'effet de cette fusion sur la gestion et la rationalisation des finances communales reste impossible à évaluer (alors que c'est l'un des motifs essentiels qui président à la vague de fusion de communes en Finlande depuis le début des années 2000), il est probable que le nouveau poids démographique aura un impact sur l'attractivité de la ville pour les investisseurs.
Le conseil municipal compte 75 membres élus pour quatre ans. Le maire est Markku Ensio Andersson.

### Répartition des voix aux élections municipales
| Parti | Parti                   | 2008   | 2004   | 2000   | 1996   | 1992   | 1988   | 1984   | 1980   | 1976   |
| ----- | ----------------------- | ------ | ------ | ------ | ------ | ------ | ------ | ------ | ------ | ------ |
|       | Parti social-démocrate  | 26,6 % | 29,9 % | 31,9 % | 33,7 % | 35,8 % | 33,3 % | 32,4 % | 33,0 % | 33,1 % |
|       | KOK                     | 21,0 % | 20,0 % | 20,6 % | 22,9 % | 20,0 % | 25,7 % | 25,4 % | 25,7 % | 23,8 % |
|       | Parti du centre         | 19,1 % | 19,1 % | 17,3 % | 13,3 % | 10,2 % | 12,1 % | 12,1 % | 9,7 %  | 7,0 %  |
|       | Vrais Finlandais        | 4,5 %  | 0,3 %  | -      | -      | 2,8 %  | 4,2 %  | 4,8 %  | 1,1 %  | 1,1 %  |
|       | Ligue verte             | 11,7 % | 11,5 % | 11,4 % | 10,3 % | 10,0 % | 2,8 %  | 3,7 %  | -      | -      |
|       | Alliance de gauche      | 8,5 %  | 9,0 %  | 9,6 %  | 11,0 % | 13,3 % | 15,7 % | 16,5 % | 19,8 % | 22,1 % |
|       | Chrétiens-démocrates    | 5,8 %  | 6,3 %  | 6,9 %  | 7,1 %  | 5,2 %  | 4,0 %  | 4,3 %  | 5,4 %  | 5,6 %  |
|       | Parti communiste        | 2,4 %  | 3,5 %  | 1,9 %  | -      | -      | -      | -      | -      | -      |
|       | Parti pirate            | -      | -      | -      | -      | -      | -      | -      | -      | -      |
|       | Parti populaire suédois | 0,2 %  | 0,2 %  | 0,2 %  | 0,3 %  | 0,4 %  | 0,6 %  | 0,6 %  | 0,6 %  | -      |
|       | Autres                  | 0,1 %  | 0,1 %  | 0,2 %  | 1,5 %  | 2,3 %  | 1,7 %  | 0,1 %  | 4,7 %  | 7,3 %  |

### Répartition des sièges du conseil municipal
| Parti                            | Parti                   | Sièges 2012-2015 | Voix 2012 | Sièges 2021–2025 | Voix 2021 |
| -------------------------------- | ----------------------- | ---------------- | --------- | ---------------- | --------- |
|                                  | Parti social-démocrate  | 17               | 24,1 %    | 13               | 19,1      |
|                                  | KOK                     | 13               | 18,6 %    | 13               | 18,3 %    |
|                                  | Parti du centre         | 11               | 17,0 %    | 9                | 13,6 %    |
|                                  | Vrais Finlandais        | 8                | 11,6 %    | 9                | 12,9 %    |
|                                  | Ligue verte             | 7                | 11,1 %    | 12               | 17,4 %    |
|                                  | Alliance de gauche      | 6                | 9,2 %     | 7                | 9,8 %     |
|                                  | Chrétiens-démocrates    | 4                | 5,7 %     | 4                | 5,7 %     |
|                                  | Parti communiste        | 1                | 1,8 %     | 0                | 0,7 %     |
|                                  | Parti pirate            | 0                | 0,8 %     | -                | -         |
|                                  | Parti populaire suédois | 0                | 0,0 %     | 0                | 0,3 %     |
|                                  | Autres                  | 0                | 0,2 %     | 0                | 2,3 %     |
| Sources : tulospalvelu.vaalit.fi |                         |                  |           |                  |           |

### Découpage administratif
La ville est découpée en 14 districts (finnois : suuralue) eux-mêmes composés de quartiers (finnois : kaupunginosa) :
| N° | Suuraluet (Districts)    | Kaupunginosat (Quartiers)                                                                                | Carte |
| -- | ------------------------ | --- | ----- |
| 01 | Kantakaupunki            | Keskusta, Harju, Tourujoki, Lutakko, Mattila, Mäki-Matti, Kukkumäki, Nisula, Taulumäki, Mannila, Tourula |       |
| 02 | Kypärämäki-Kortepohja    | Kypärämäki, Savela, Kortepohja                                                                           |       |
| 03 | Lohikoski-Seppälänkangas | Lohikoski, Seppälänkangas, Heinälampi                                                                    |       |
| 04 | Huhtasuo                 | Seppälä, Kangasvuori, Kangaslampi                                                                        |       |
| 05 | Kuokkala                 | Ristonmaa, Pohjois-Kuokkala, Tikkala, Kuokkalanpelto, Ristikivi, Nenäinniemi, Hämeenlahti                |       |
| 06 | Keltinmäki-Myllyjärvi    | Valkeamäki, Taka-Keljo, Keltinmäki, Myllyjärvi                                                           |       |
| 07 | Keljo                    | Tarhamäki, Etelä-Keljo, Keljonkangas, Sääksvuori                                                         |       |
| 08 | Halssila                 | Halssila                                                                                                 |       |
| 09 | Säynätsalo               | Säynätsalo                                                                                               |       |
| 10 | Tikkakoski-Nyrölä        | Tikkakoski, Nyrölä                                                                                       |       |
| 11 | Palokka-Puuppola         | Saarenmaa, Puuppola, Jylhänperä, Palokka läntinen, Palokka itäinen                                       |       |
| 12 | Vaajakoski-Jyskä         | Vaajakoski läntinen, Vaajakoski itäinen, Päijänne, Leppälahti                                            |       |
| 13 | Kuohu-Vesanka            | Kuohu-Vesanka                                                                                            |       |
| 14 | Korpilahti               | Pohjois-Korpilahti, Etelä-Korpilahti, Kirkonkylä, Kirkonkylän ympäristö, Vespuoli                        |       |

## Économie

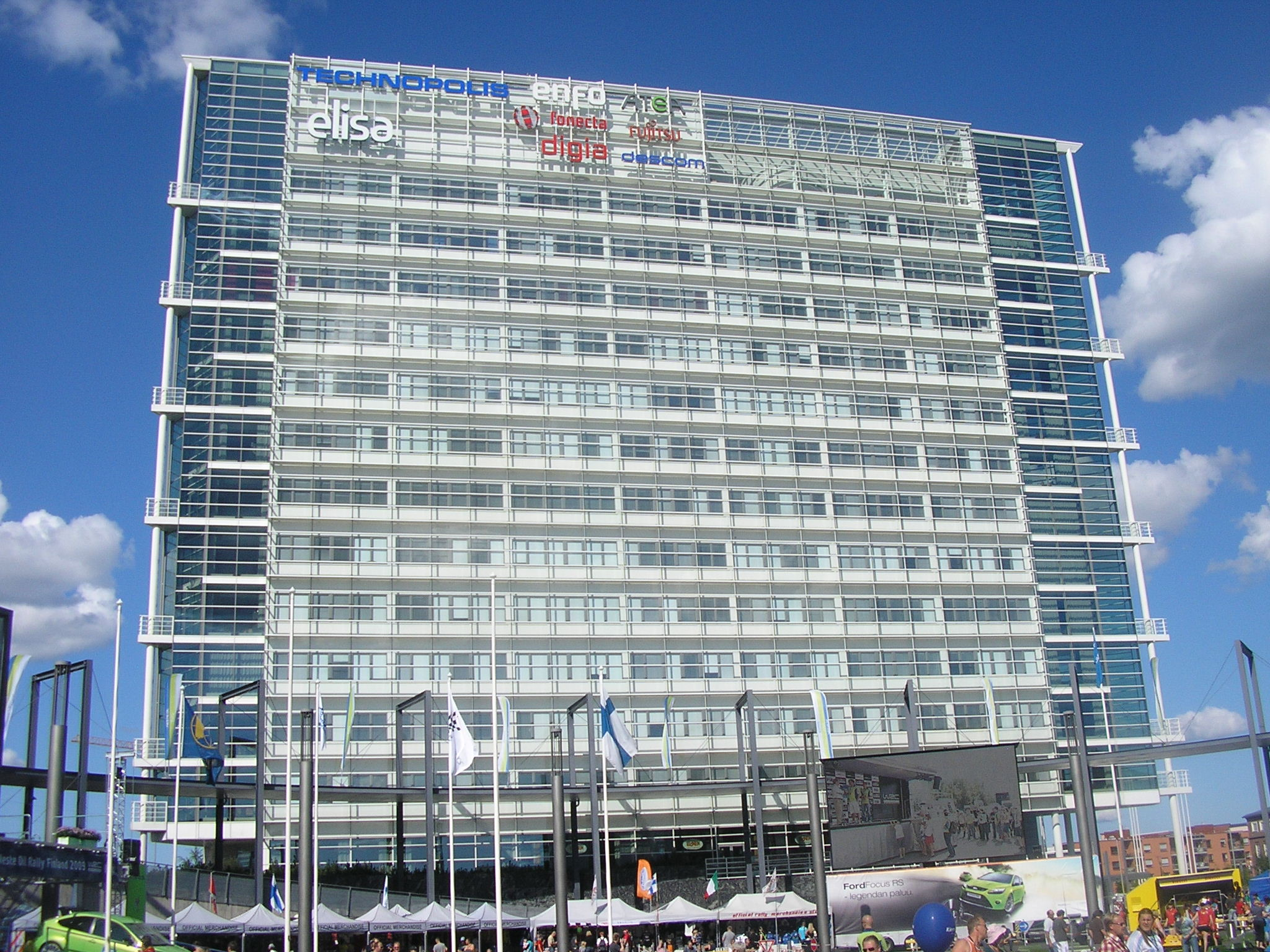
La Tour Innova 1 accueille de nombreuses entreprises de haute technologie.

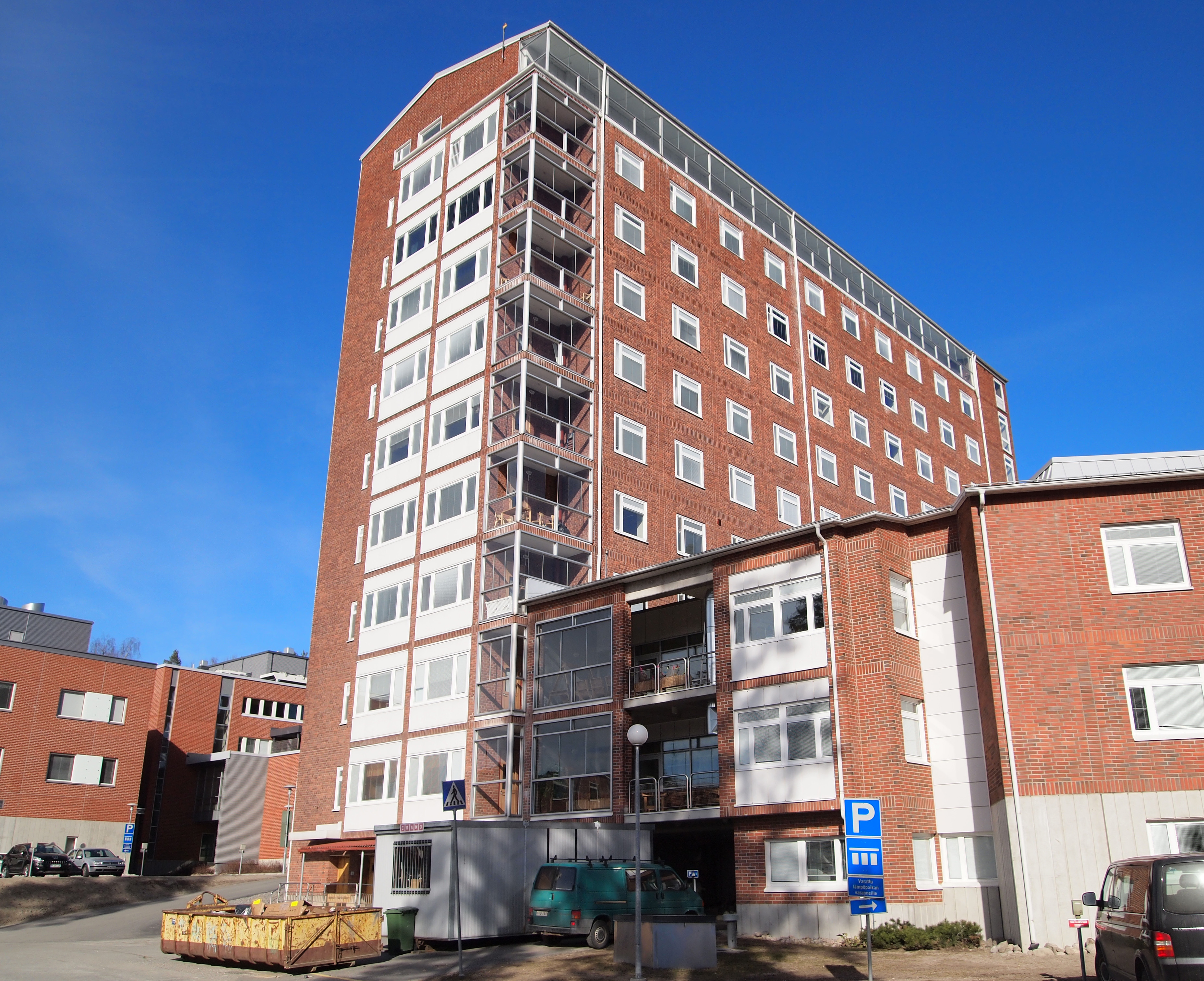
Centre hospitalier de Finlande centrale.

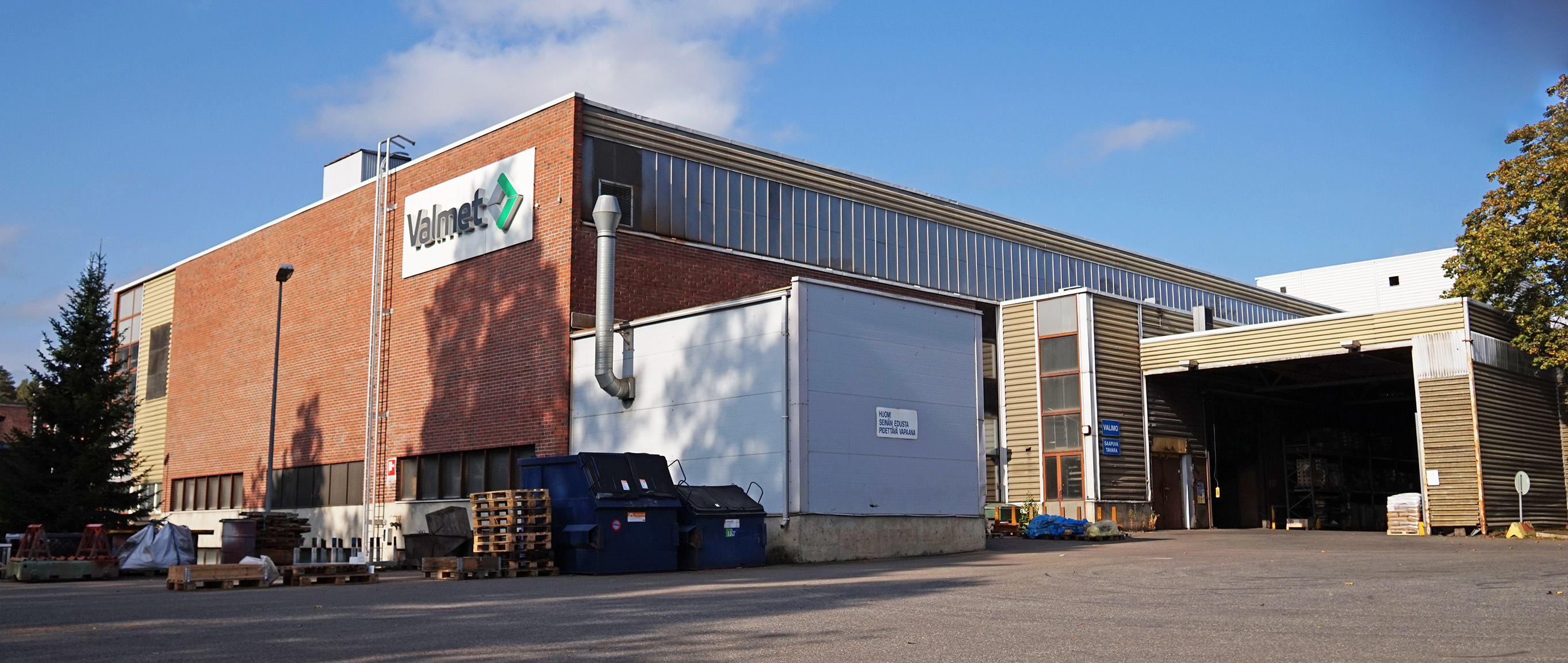
Usine de Valmet à Jyväskylä.

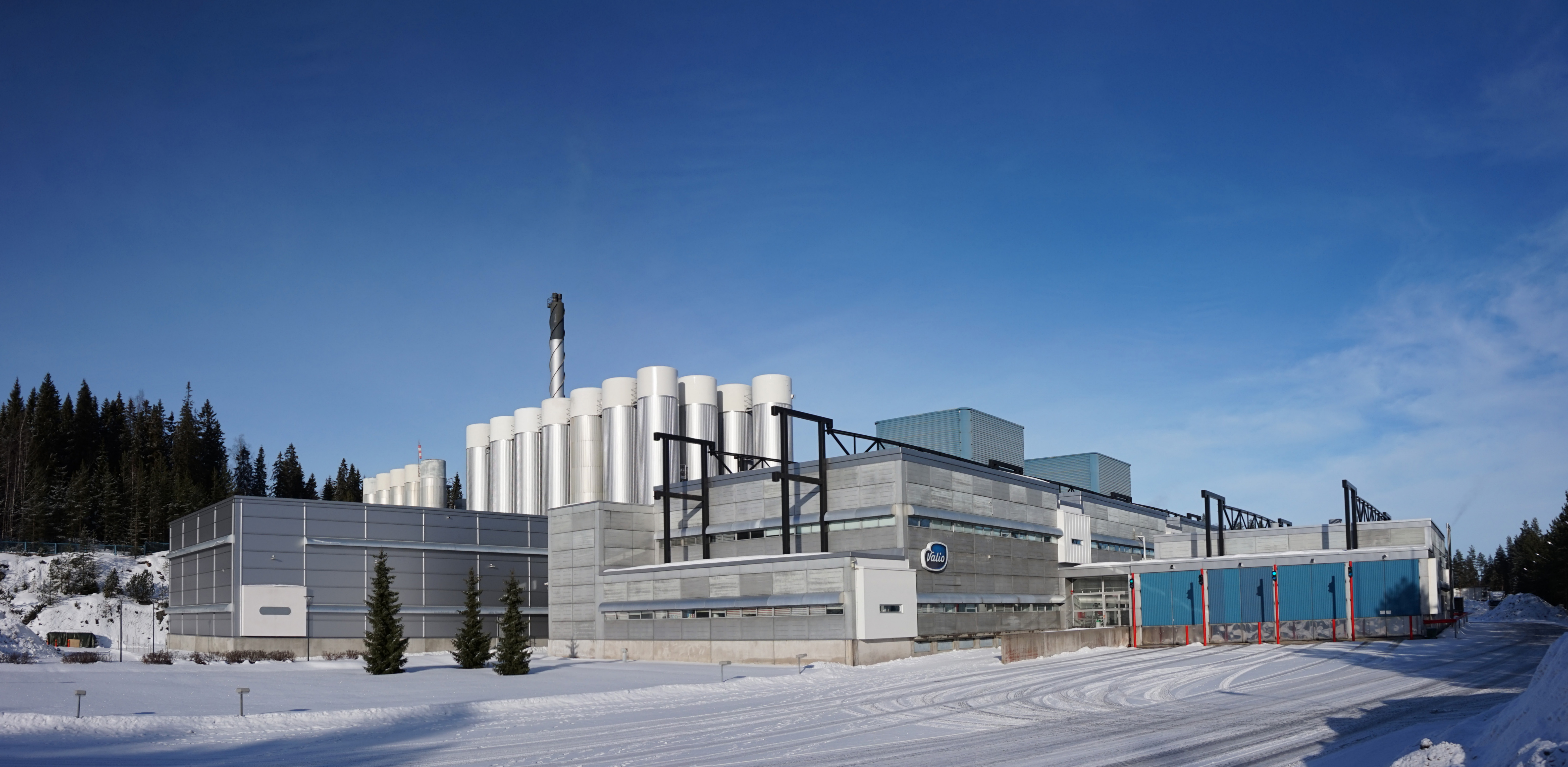
Usine de Valio à Jyväskylä.

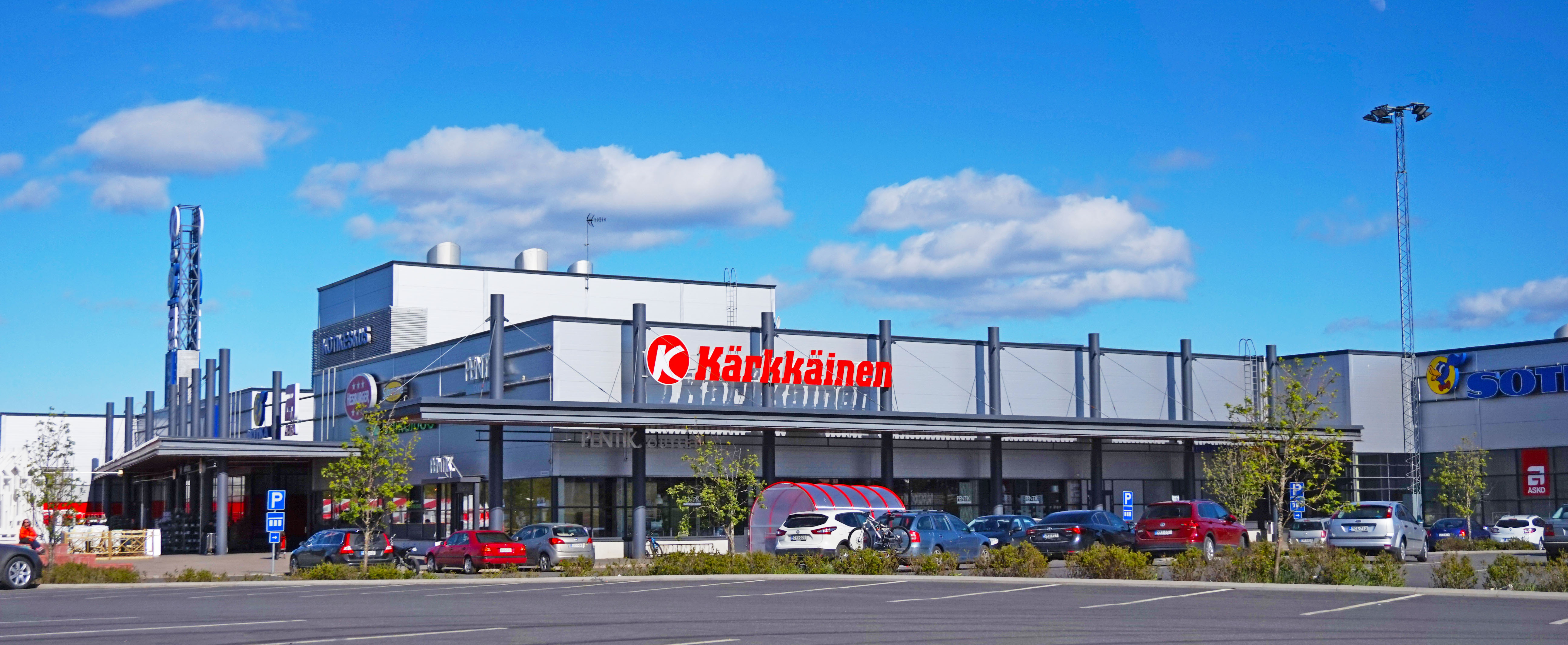
Magasin Kärkkäinen.

### Principales entreprises
Les principales activités économiques de Jyväskylä sont les services d'enseignement et de santé, les machines à papier, les technologies de l'information et les énergies renouvelables.
En 2020, les principales entreprises de Jyväskylä par chiffre d'affaires sont :
| Société                            | C.A.   |
| ---------------------------------- | ------ |
| Osuuskauppa Keskimaa               | 627 M€ |
| Vapo Oy                            | 246 M€ |
| Alva-yhtiöt Oy                     | 218 M€ |
| Gasum Consulting Oy                | 105 M€ |
| Moventas Gears Oy                  | 83 M€  |
| Hämeen Auto                        | 75 M€  |
| O.K. Auto Jyväskylä                | 70 M€  |
| Landis+Gyr Oy                      | 61 M€  |
| Tommi Mäkinen Racing Oy            | 60 M€  |
| Centrale électrique de Keljonlahti | 60 M€  |

### Employeurs
En décembre 2019, les entreprises privées offrent 8 014 emplois.
Les principaux employeurs privés sont le fabricant de machines à papier Metso, la société coopérative de commerce de détail Keskimaa, la société de services immobiliers ISS et le fabricant d'engrenages d'éoliennes Moventas.
Les plus importants employeurs publics sont la ville de Jyväskylä, le district de soins de santé de Finlande centrale, l'université de Jyväskylä et l'école des forces aériennes.
En fin 2019, les plus importants employeurs sont :
| Employeur                                 | Employés |
| ----------------------------------------- | -------- |
| Ville de Jyväskylä                        | 7 000    |
| District hospitalier de Finlande centrale | 3 150    |
| Université de Jyväskylä                   | 2 300    |
| Keskimaa                                  | 1 240    |
| Valmet Technologies Oy                    | 1 200    |
| Forces armées finlandaises                | 1 000    |
| Consortium éducatif de Jyväskylä          | 870      |
| Université des sciences appliquées        | 600      |
| Kela                                      | 570      |
| ISS Palvelut Oy                           | 500      |
| Valio Oy                                  | 450      |
| Telia Finland                             | 400      |

## Enseignement

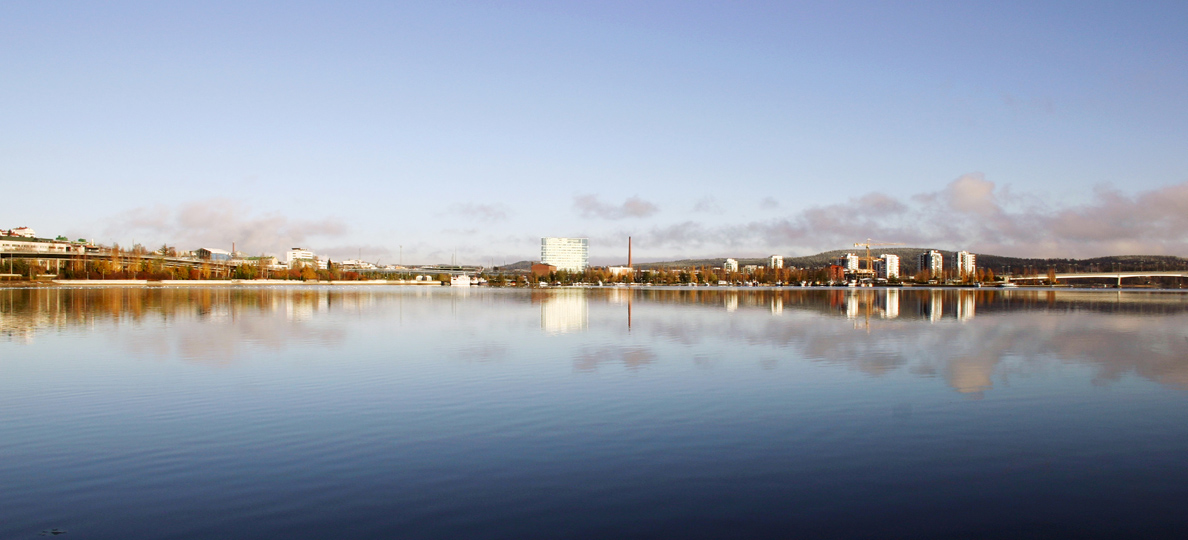
Le lac Jyväsjärvi

La ville a été le théâtre d'un certain nombre de premières dans le domaine de l'enseignement en Finlande :
- Premier lycée de garçons en langue finnoise, 1858
- Premier institut de formation de professeurs en langue finnoise, 1863, qui donnera naissance à l'université de Jyväskylä en 1966.
- Premier lycée de filles en langue finnoise, 1864
- Première université d'été du pays, 1914

Son université est l'une des plus importantes du pays et, est la seule en Finlande à proposer une formation en Sciences et techniques des activités physiques et sportives, et de ce fait la ville a vu passer la plupart des grands champions finlandais des dernières années (ex: Samppa Lajunen).
La ville abrite également l'université des sciences appliquées de Jyväskylä, l'école Cygnaeus, l'Institut des métiers, le Lycée de Jyväskylä et le Lycée Cygnaeus.
Jyväskylä compte en tout près de 45 000 élèves dont plus de 30 000 étudiants.

## Architecture et urbanisme
| Carte de lieux et monuments de Jyväskylä                                                              |
| Carte interactive de lieux et monuments du centre-ville de Jyväskylä (cliquer pour voir les détails). |

### Lieux et bâtiments
- Seminaarinmäki
- Musée Alvar Aalto
- Musée d'art de Jyväskylä
- Musée de l'aviation de Finlande centrale
- Musée de Finlande centrale
- Manoir de Kuokkala
- Port de Jyväskylä
- Centre du costume national (fi)
- Musée de l'artisanat (fi)
- Bibliothèque municipale
- Viherlandia (fi)
- Viitatorni
- Pont suspendu de Louhunsalmi
- Rakentajantalo
- Kallioplanetaario (fi)
- Valtiontalo
- AaltoAlvari
- Maison des travailleurs de Jyväskylä
- Théâtre municipal de Jyväskylä
- Hôtel de ville de Jyväskylä
- Tietotalo
- Rantaraitti
- Parc de Cygnaeus
- Tour KOAS de Kangas
- Vuoritsalo
- Hôpital central de Finlande centrale Nova

### Églises
| Églises de Jyväskylä                                                                                   |
| Carte interactive de lieux et monuments de Seminaarinmäki à Jyväskylä (cliquer pour voir les détails). |

- Église d'Halssila,
- Église d'Huhtasuo,
- Église de Jyväskylä,
- Église de la Résurrection du Christ,
- Église de Keljo
- Église de Korpilahti,
- Église de Kuokkala
- Église de Palokka (fi),
- Église Saint-Olaf de Jyväskylä,
- Église de Säynätsalo,
- Église de Taulumäki,
- Église de Tikkakoski,
- Église de Vaajakoski,
- Vieille église de Petäjävesi
- Église de Keltinmäki

### Sites culturels construits d'intérêt national
Selon le Museovirasto les sites culturels construits d'intérêt national sont:
- Ancien cimetière de Jyväskylä
- Université de Jyväskylä,
- Harju et Vesilinna
- Parc de l’église de Jyväskylä
- Quartier de Kortepohja
- Quartier de Mankola
- Villa de Muuratsalo
- Zone industrielle de Rautpohja
- Seminaarinmäki
- Säynätsalo
- Église de Taulumäki
- Zone industrielle de Tourula
- Zone résidentielle de Viitaniemi
- Gare de Jyväskylä

### Le paysage urbain
| Carte de lieux et monuments de Jyväskylä                                                              |
| Carte interactive de lieux et monuments du centre-ville de Jyväskylä (cliquer pour voir les détails). |

## Transports

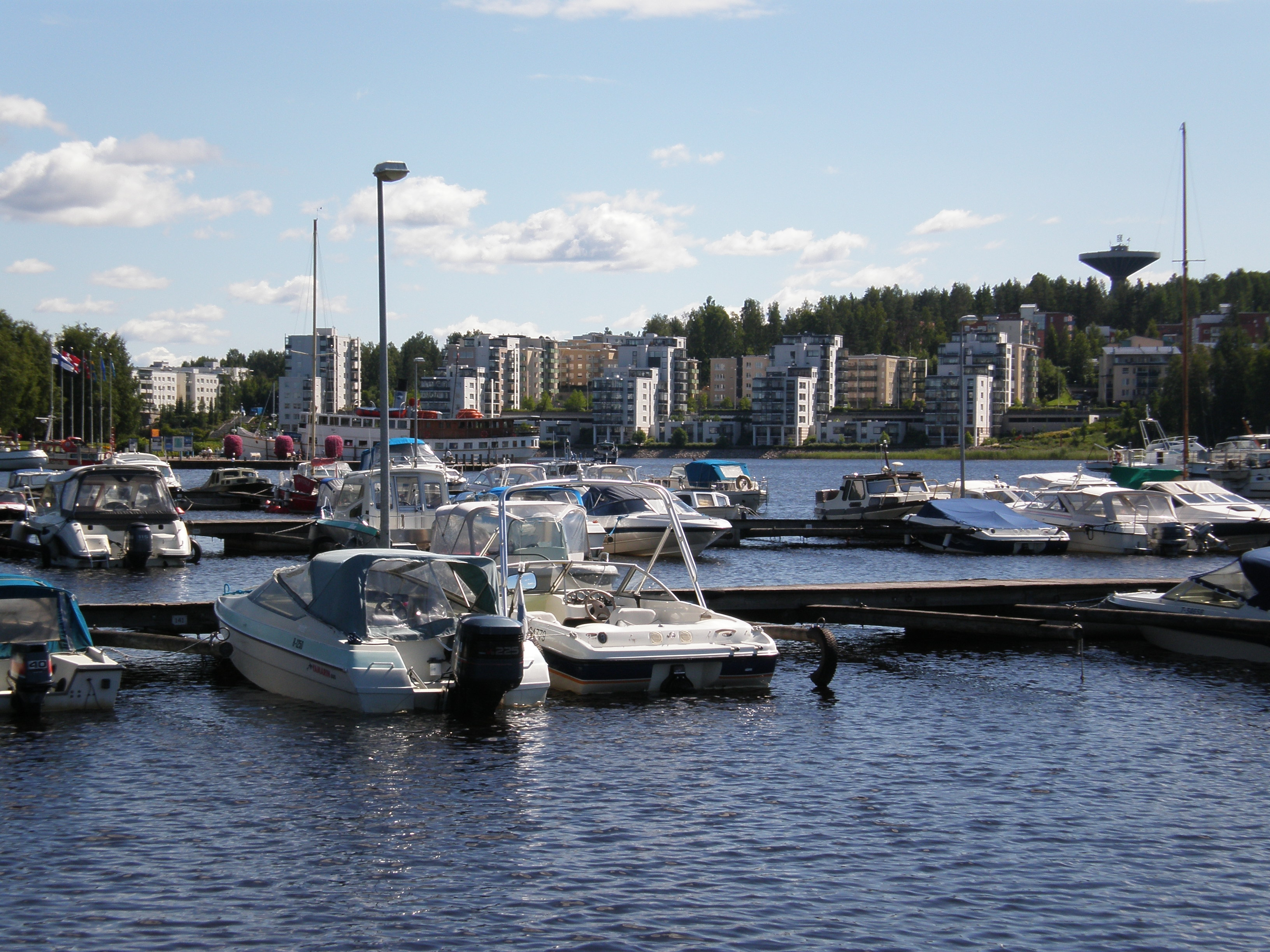
Le port de Jyväskylä

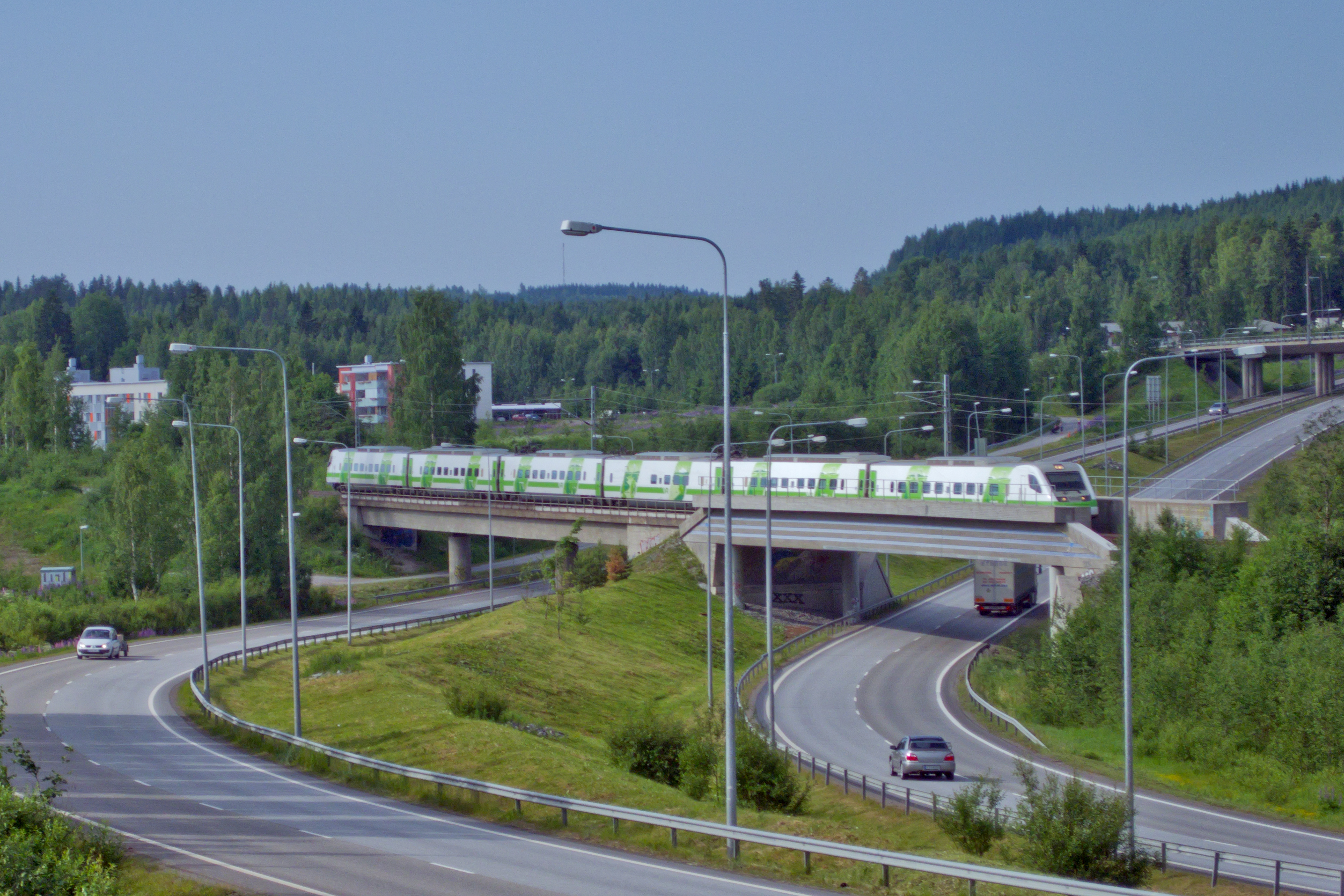
Le train S81 passant à Pumperinmäki, Jyväskylä.

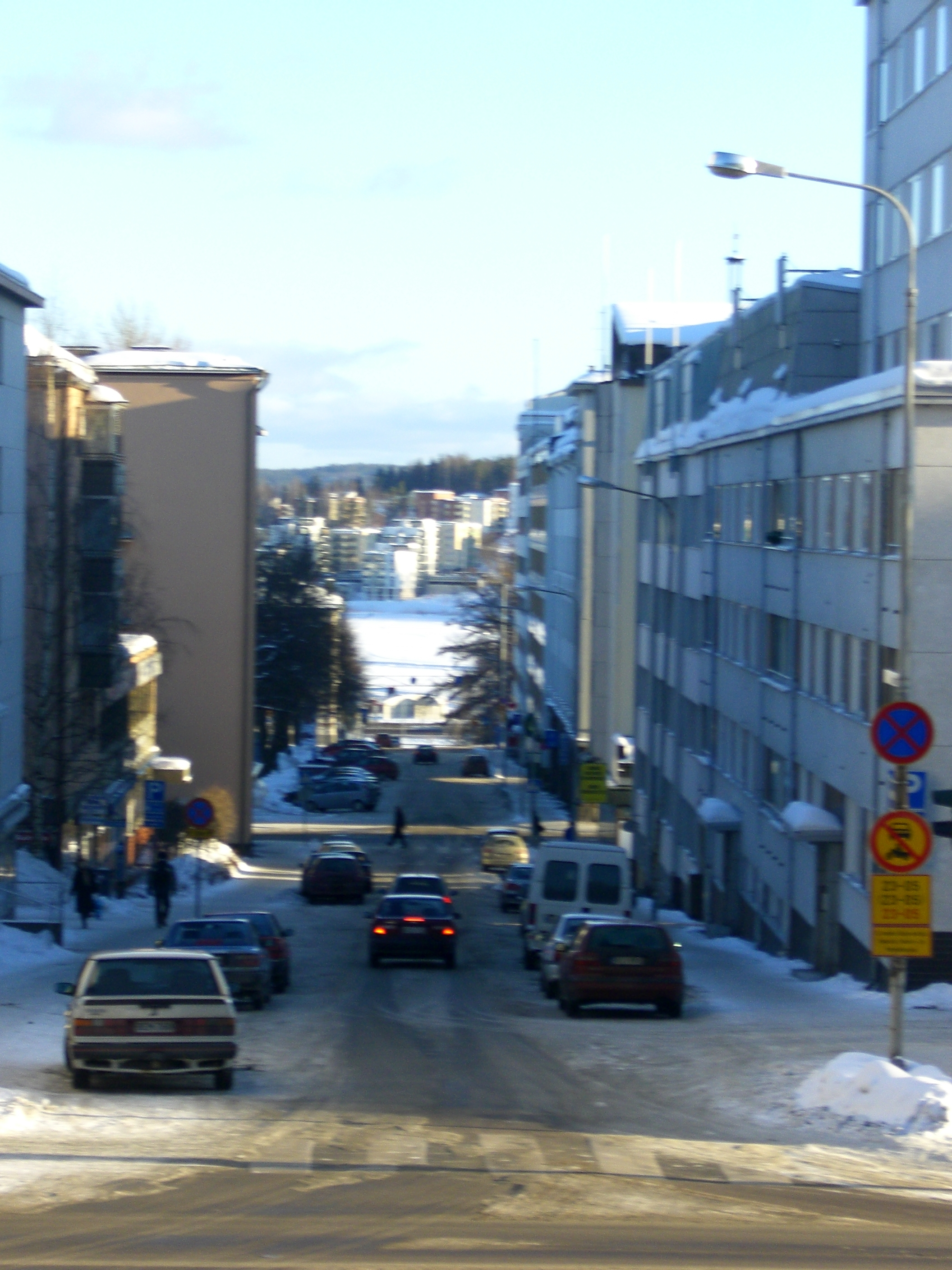
La rue Gummerus en février 2006

### Urbain
Le système de transport public est exploité par Jyväskylän liikenne qui assure des services par bus.
En 2009 le partage modal (en) de la ville est dominé par les voitures (61 %).
Le partage modal avec les piétons 20 % et les cyclistes 13 % est relativement élevé par rapport aux autres villes de Finlande.
Les transports publics assurent 4 % des transports.

### Aérien
L'aéroport de Jyväskylä est situé à Tikkakoski, à 21 km au nord du centre-ville. C'est le 11e aéroport du pays, avec environ 139 000 passagers en 2007. La seule liaison régulière dessert Helsinki (Finnair et Finncomm Airlines). De nombreux charters desservent en hiver des destinations ensoleillées.

### Lacustre
Le Port de Jyväskylä accueille de nombreux bateaux transportant des voyageurs sur le lac Päijänne.
Pendant la saison estivale, il y a des liaisons directes par bateau avec Lahti, Jämsä, Suolahti, Viitasaari, entre-autres destinations.

### Ferroviaire
VR dessert Helsinki en 3 heures, via Tampere (distante d'environ 1 h 20).
La gare propose des trains directs pour Helsinki, Pieksämäki, Tampere, Turku, Vaasa et de nombreuses autres destinations.

### Routier
La ville marque le carrefour de plusieurs axes routiers importants.
Elle est traversée par la nationale 4 (E75), le principal axe nord-sud du pays.
Les routes majeures sont :
- : Helsinki, Lahti, Oulu, Kemi, Rovaniemi, Utsjoki (sud/nord)
- : Turku, Loimaa, Tampere, Jämsä, Kuopio, Joensuu, Tohmajärvi (sud-ouest/nord-est)
- : Kokkola, Mikkeli, Lappeenranta (Nord-ouest/sud-est)
- : Seinäjoki, Vaasa (Nord-ouest)
- : Pori, Kankaanpää, Parkano, Virrat, Pieksämäki, Varkaus, Joensuu (Ouest / est)
- : Laukaa (nord-est)

#### Distances
- Mikkeli : 114 km
- Pieksämäki : 124 km
- Kuopio : 141 km
- Tampere : 151 km
- Lahti : 170 km
- Lappeenranta : 220 km
- Helsinki : 271 km
- Vaasa : 283 km
- Turku : 305 km
- Oulu : 340 km
- Rovaniemi : 562 km
- Utsjoki : 1 015 km

## Sports
La ville compte un club de hockey sur glace jouant en SM-liiga, le JYP Jyväskylä. Le club de football JJK est lui en Veikkausliiga (première division). Il y a aussi un club de pesäpallo, le Jyväskylän Kiri. D'autres sports collectifs y sont pratiqués comme le floorball, le basket-ball, le football américain ou encore le rugby.
Le Rallye de Finlande est disputé dans la région proche, le dernier week-end de juillet, et attire à cette occasion une foule nombreuse. La première spéciale se déroule en général autour de la colline Harju située en centre-ville.
Jyväskylä est un des 4 principaux centres de saut à ski du pays, et ville de naissance du plus grand champion finlandais de la discipline, Matti Nykänen.

## Jumelages
Jyväskylä est membre du réseau Eurotowns network (en) et elle est jumelée avec,,
,:
| Ville | Ville           | Pays | Pays      | Période                     |
| ----- | --------------- | ---- | --------- | --------------------------- |
|       | Banská Bystrica |      | Slovaquie | depuis 2006                 |
|       | Debrecen,       |      | Hongrie   | depuis 1970                 |
|       | Enköping        |      | Suède     | depuis 1947                 |
|       | Esbjerg,        |      | Danemark  | depuis 1947                 |
|       | Eskilstuna      |      | Suède     | depuis 1947                 |
|       | Fjarðabyggð,    |      | Islande   | depuis 1958                 |
|       | Iaroslavl,      |      | Russie    | depuis 1966                 |
|       | Jining          |      | Chine     | depuis 2018                 |
|       | Kunming,        |      | Chine     | depuis le 18 septembre 2008 |
|       | Minturno        |      | Italie    |                             |
|       | Mudanjiang,     |      | Chine     | depuis 1988                 |
|       | Niiza,          |      | Japon     | depuis 1997                 |
|       | Potsdam,        |      | Allemagne | depuis 1985                 |
|       | Poznań,         |      | Pologne   | depuis 1974                 |
|       | Stavanger,      |      | Norvège   | depuis 1947                 |
|       | Tartu,          |      | Estonie   | depuis 1991                 |

## Personnalités liées à Jyväskylä

### Artistes
- Alvar Aalto,
- Aino Aalto,
- Lars Eikind,
- Ilmari Hannikainen,
- Pekka Hannikainen,
- Tauno Hannikainen,
- Arja Koriseva,
- Karhumäki brothers,
- Aimo Lahti,
- Eino Luukkanen,
- Wivi Lönn,
- Pekka Kostiainen,
- Sofi Oksanen,
- Teuvo Pakkala,
- Timo Parvela,
- Timo Rautiainen,
- Jack Smack,
- Päiviö Tommila,
- Wallu Valpio,
- Laura Voutilainen,

### Personnalités politiques
- Minna Canth,
- Urho Castrén,
- Otto Wille Kuusinen,
- Emmi Mäkelin, y est née
- Mauri Pekkarinen,
- Alpo Rusi,
- Matti Vanhanen,
- Henna Virkkunen,
- Väinö Voionmaa,

### Athlètes
- Matti Heikkinen,
- Mikko Hirvonen,
- Risto Jussilainen,
- Minna Kauppi,
- Samppa Lajunen,
- Tommi Mäkinen,
- Matti Nykänen,
- Lauri Pihkala,
- Sirkka Polkunen,
- Harri Rovanperä,
- Kalle Rovanperä,
- Jani Soininen,
- Raimo Summanen,
- Henri Toivonen,
- Osku Torro,
- Tarmo Uusivirta,
- Sinuhe Wallinheimo,
- Sami Vatanen,
- Olli Määttä,
- Juha-Pekka Hytönen,
- Lauri Markkanen,

## Divers
L'astéroïde (1500) Jyväskylä, découvert par l'astronome finlandais Yrjö Väisälä le 16 octobre 1938, porte le nom de la ville.